# جورج دبليو. مورتون
جورج دبليو. مورتون (بالإنجليزية: George W. Morton)‏ هو سياسي أمريكي، ولد في 5 يوليو 1793 في مانهاتن في الولايات المتحدة، وتوفي في 7 مايو 1865 في هوبوكين في الولايات المتحدة. انتخب عمدة هوبوكين ‏.